# Tresses
Tresses är en kommun i departementet Gironde i regionen Nouvelle-Aquitaine i sydvästra Frankrike. Kommunen ligger i kantonen Floirac som tillhör arrondissementet Bordeaux. År 2022 hade Tresses 5 188 invånare.

## Befolkningsutveckling
Antalet invånare i kommunen Tresses
Referens:INSEE